# Крісті Стівенс
Крісті Стівенс (англ. Christie Stevens) — американська порноакторка.

## Біографія
До порноіндустрії Стівенс займалася балетом і танцями. Вона закінчила коледж, де отримала диплом бакалавра за спеціальністю медіа.
Пізніше сім років танціювала в стриптиз клубі в Солт-Лейк-Сіті (штат Юта). Стати порноакторкою Стівенс вирішила після перегляду документального фільму про Дженну Джеймсон. У листопаді 2011 року вона знялася у своїй першій порносцені разом з Джастіном Магнумом для сайту hornybirds.com. У квітні 2014 року вона покинула агентство LA Direct Models і підписала контракт з OC Modeling.
Стівенс разом зі ще 14 порноакторками знялася в музичному кліпі Браяна Макнайта на пісню «YouPorn.com». Вона також виконала невелику роль в ролику для гри Hitman: Absolution.
У 2013 році вступила на курси акторської майстерності у того ж вчителя, що і Трейсі Лордз, коли та переходила з порнографії в кінематограф.

## Нагороди та номінації
| Рік  | Церемонія  | Результат | Категорія                                     | Робота                                  |
| ---- | ---------- | --------- | --------------------------------------------- | --------------------------------------- |
| 2013 | AVN Award  | Номінація | Найкраща нова старлетка                       | Н/Д                                     |
| 2013 | XBIZ Award | Номінація | Найкраща нова старлетка                       | Н/Д                                     |
| 2014 | AVN Award  | Номінація | Найкраща сцена орального сексу (з Джейден Лі) | American Cocksucking Sluts 3            |
| 2014 | AVN Award  | Номінація | Найкраща акторка другого плану                | OMG … It's the Dirty Dancing XXX Parody |
| 2014 | XBIZ Award | Номінація | Найкраща акторка другого плану                | OMG … It's the Dirty Dancing XXX Parody |
| 2014 | XBIZ Award | Номінація | Best Scene — Vignette Release (з Міком Блу)   | Secretary's Day 6                       |